# 幸楽苑
株式会社幸楽苑（こうらくえん、英文社名：KOURAKUEN CORPORATION）は、福島県郡山市に本部を置くラーメンチェーン経営企業。2003年（平成15年）に東京証券取引所第一部に上場。ラーメンチェーン店大手の一つである。

## 概要
1954年（昭和29年）、創業者の新井田司（代表取締役会長兼社長の新井田傅の実父）が、福島県会津若松市で「味よし食堂」を開業したのが起こりで、当時はラーメンのほか、うどんと天ぷらうどんがメニューであった。1964年（昭和39年）に新井田傅が、東京都の中華料理店「幸楽飯店」で修行する。その「幸楽飯店」の近くに後楽園球場があり、また住み込み宿舎の近くに新宿御苑があったことから、1967年（昭和42年）に「味よし食堂」の屋号を「幸楽苑」へ変更した。1970年（昭和45年）には法人化し、株式会社幸楽苑に改組した。
かつて業績は好調であったが、後に悪化。2014年（平成26年）3月期に店舗全体の約4分の1にあたる128店、翌2015年（平成27年）3月期には34店舗を閉鎖したものの、94店舗が赤字店となるなど業績不振となったため、2015年（平成27年）5月末時点で501店舗へ減少するなど赤字店舗が相次いだ。同2015年（平成27年）5月26日には、290円（税別）の中華そばの販売を終了し、520円（税別）の新商品「醤油らーめん司」に切り替えた。この発表は、幸楽苑が高価格路線を目指して大きな賭に出たと話題を呼んだ。こうしたことから、2018年（平成30年）3月期において、金融機関と締結した財務制限条項に抵触したため、決算短信に「継続企業に関する重要事象」が記載されることとなった。
本社のある東北地方を中心に、関東地方、甲信越地方、静岡県にドミナント戦略を展開している。かつては北海道および北陸・東海地方以西にも出店していたが撤退している。なお、九州・沖縄地方には出店したことがない。
日本国外への展開としては、2011年（平成23年）9月にタイ現地法人「幸楽苑タイランド」を設立し、2012年（平成24年）にタイ1号店としてバンコクに「エカマイ店」を開店して海外に初出店した。しかし売上が伸び悩んだことから、2016年（平成28年）3月31日に幸楽苑タイランドを解散することを決定。同年6月16日にタイ現地の食品製造会社「タイ・プレジデント・フーズ」とフランチャイズ契約を締結し、同社に2店舗の運営を継承することになった。
長きにわたりラーメンチェーン店「幸楽苑」の展開を主としていたが、2017年にペッパーフードサービスとフランチャイズ契約を結び、同社が展開する「いきなり!ステーキ」のフランチャイズ展開を行う方針を打ち出し、北海道や西日本（愛知県・岐阜県・富山県以西）にあった幸楽苑をすべて閉店し「いきなり!ステーキ」への転換を進めた。
さらに2020年1月6日には「収益重視型経営への改革の一環」として、51店舗を閉店・業態転換すると発表。しかしその後のコロナ禍での業績不振は回避できず、2023年5月15日、翌月の株主総会で新井田昇社長が退任、新井田傳（創業者・新井田司の実子）が社長に復帰する人事を発表した。

## 沿革
- 1954年（昭和29年）9月23日[2] - 新井田司（代表取締役会長・新井田傳の実父）が福島県会津若松市に「味よし食堂」を開店[5]
- 1967年（昭和42年） - 「味よし食堂」を「幸楽苑」に店名変更[5]
- 1970年（昭和45年）
  - 11月11日 - 株式会社幸楽苑に改組[2]（資本金200万円[5]）
- 1975年（昭和50年）
  - 福島県会津若松市に工場を建設し、自社生産を開始[5]。
  - 会津若松市外1号店として喜多方市に「喜多方店」を出店[5]。
- 1980年（昭和55年）
  - 福島県郡山市芳賀に本部工場機能を移転[5]。
  - フランチャイズ事業を開始し、加盟店第1号の「桜通り店」（郡山市）を開店[5]。
- 1981年（昭和56年） - 製麺工場を郡山市に移転[5]。
- 1983年（昭和58年）- 新ブランド「会津っぽ」1号店として、幸楽苑中町店（郡山市）を「会津っぽ」へ業態転換[5]。。
- 1984年（昭和59年）
  - 工場を福島県郡山市田村町へ移転し、第一工場（現郡山工場）を開設[5]。
  - 福島県外1号店として宮城県仙台市に「鹿野店」を開店[5][注釈 1]。
- 1987年（昭和62年） - 関東地方1号店として栃木県宇都宮市に「西川田店」を開店[5]。
- 1988年（昭和63年） - 東京都1号店として港区に「赤坂店」を開店[5]。
- 1989年（平成元年） - 新潟県1号店として新発田市に「新発田店」を開店[5]。
- 1991年（平成3年） - 山形県1号店として米沢市に「米沢店」を開店[5]。
- 1997年（平成9年）
  - 茨城県1号店として水戸市に「元吉田店」を開店[5]。
  - 株式を店頭売買銘柄として社団法人日本証券業協会（現：ジャスダック）に登録[5]。
- 1998年（平成10年）
  - 群馬県1号店として前橋市に「上泉店」を開店[5]。
  - 郡山市に新業態のとんかつ店「とんからりん」を開店[5]。
- 1999年（平成11年）
  - 埼玉県1号店として深谷市に「深谷店」を開店[5]。
  - 千葉県1号店として柏市に「若柴店」を開店[5]。
- 2001年
  - 神奈川県1号店として相模原市に「相模原店」を開店[5]。
  - ラーメン新業態「幸楽苑」第1号店として前橋市の「上泉店」を業態転換[5][注釈 2]。
  - 秋田県1号店として秋田市に「旭北錦店」と「土崎店」を開店[5]。
- 2002年（平成14年）
  - 子会社として「株式会社デン・ホケン」を設立[5]。
  - 東京証券取引所市場二部に上場[5]。
- 2003年（平成15年）
  - 「株式会社スクリーン」を設立（2018年解散）[5]。
  - 「株式会社バリューライン」を設立（2007年解散）[5]。
  - 東京証券取引所市場第一部に上場[5]。
  - 静岡県1号店として三島市に「三島南店」を開店[5]。
  - 山梨県1号店として中巨摩郡竜王町（現：甲斐市）に「竜王店」を開店[5]。
- 2004年（平成16年）
  - 神奈川県小田原市に第二工場（現：小田原工場）を開設[5]。
  - 愛知県1号店として安城市に「安城今本町店」を開店[5]。
  - 三重県1号店として四日市市に「四日市平町店」を開店[5]。
  - 岐阜県1号店として岐阜市に「岐阜大福町店」を開店[5]。
  - 長野県1号店として長野市に「長野北長池店」と「長野中御所店」を開店[5]。
  - 京都府1号店として京都市山科区に「京都山科店」を開店[5]。
  - 滋賀県1号店として草津市に「草津矢倉店」を開店[5]。
  - 「総額表示」の義務付けを逆手に取り、意図的に税抜表示を目立たせて総額（税込）表示を小さくする企業展開を始める[注釈 3]
- 2005年（平成17年）
  - 大阪府1号店として大阪狭山市に「大阪狭山店」と貝塚市に「貝塚店」を開店[5]。
  - 奈良県1号店として奈良市に「奈良大宮店」を開店[5]。
  - 石川県1号店として金沢市に「金沢泉本町店」を開店[5]。
  - 富山県1号店として高岡市に「高岡萩布店」を開店[5]。
  - 兵庫県1号店として姫路市に「姫路中地店」と「姫路広畑店」と「姫路御国野店」を開店[5]。
  - 岩手県1号店として一関市に「一関店」を開店[5]。
- 2006年（平成18年）
  - 青森県1号店として八戸市に「八戸沼館店」を開店[5]。
  - 福井県1号店として福井市に「福井長本町店」を開店[5]。
  - 主力商品である中華そばの価格を、税込価格304円（店内外の目立つ表示は税別290円）に値下げ。
- 2007年（平成19年）
  - 京都府京田辺市に第三工場（京都工場）を開設[5]（のち西日本地区からの撤退に伴いリンガーハットへ売却される）。
- 2008年（平成20年）
  - 和歌山県1号店として和歌山市に「イズミヤスーパーセンター紀伊川辺店」を開店[5]。
- 2009年（平成21年）
  - 株式会社フライングガーデンとパッケージ・ライセンス契約締結[16]。
- 2010年（平成22年）
  - ハンバーグ業態「フライングガーデン」1号店として福島県郡山市に「安積店」を開店[5]。
- 2011年（平成23年）
  - 9月 - タイ現地法人「幸楽苑タイランド」を設立[11]（KOURAKUEN（THAILAND）CO.,LTD.[5]。）。
- 2012年（平成24年）
  - タイ1号店としてバンコクに「エカマイ店」を開店[5]、初の海外進出[5]。。
  - 北海道1号店として札幌市に「厚別東店」を開店[5]。
- 2014年（平成26年）
  - 岡山県1号店として倉敷市に「倉敷四十瀬店」を開店[5]。

- 2015年（平成27年）

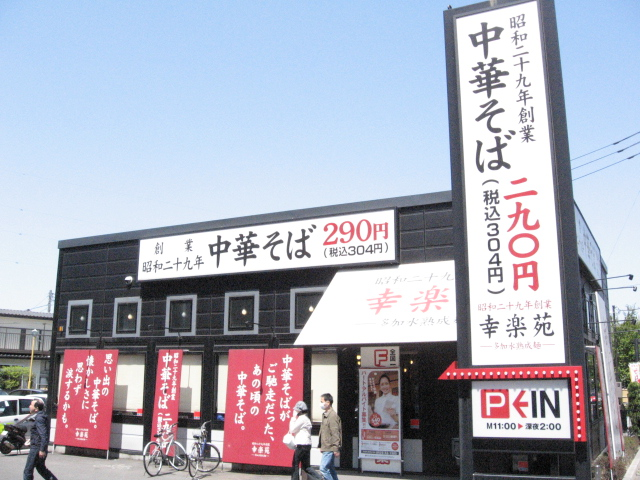
中華そば290円時代の店舗外観

  - 5月15日 - 「株式会社幸楽苑分割準備会社」を設立[4]。
  - 5月26日 - 主力商品であった中華そば（税別290円）を販売終了し、新商品「醤油らーめん司」（税別520円）に切り替え[6]。
  - 7月1日 - 持株会社体制に移行し、株式会社幸楽苑ホールディングスに商号変更[4]。「株式会社幸楽苑分割準備会社」を「幸楽苑」と商号変更し、直営飲食事業を会社分割により子会社に承継する[4]。
  - 広島県1号店として広島市に「イオンモール広島祇園店」を開店[5]。
- 2016年（平成28年）
  - 3月31日 - タイ現地法人「幸楽苑タイランド」を解散することを決定[11]。
  - 6月16日 - タイ現地の食品製造会社「タイ・プレジデント・フーズ」をとフランチャイズ契約を締結[12]。
- 2017年（平成29年）
  - 10月27日 - 株式会社ペッパーフードサービスとフランチャイズ契約を締結[17]。
  - 11月 - いきなり!ステーキFC 1号店として福島市に｢福島太平寺店｣を開店。
- 2018年（平成30年）
  - 12月26日 - 一人焼肉の「焼肉ライク」などを展開する株式会社ダイニングイノベーションとフランチャイズ契約を締結、「焼肉ライク」郊外モデル共同開発プロジェクトを発足[18]。
- 2019年（平成31年/令和元年）
  - 3月29日 -「焼肉ライク」郊外モデル初の第1号店（FC 1号店）として、千葉県松戸市に「焼肉ライク松戸南花島店」を開店（閉店済[19]）。
  - 9月4日 - 「かつや」や「からやま」などを展開する株式会社アークランドサービスホールディングスと業務提携[20]。
  - 10月 - 令和元年東日本台風による阿武隈川氾濫で福島県郡山市の工場が被災[21]。
- 2023年（令和5年）
  - 9月1日 - 店舗サポート部を店舗運営部、郡山生産センターを郡山工場、小田原生産センターを小田原工場にそれぞれ改称[22]。
  - 9月30日 - 9月末までに各ECモール店を閉店し通販事業から撤退[22]。
  - 11月1日 - 通販事業部を廃止[22]。
- 2024年（令和6年）
  - 10月1日 - 幸楽苑ホールディングスが子会社の幸楽苑を吸収合併し、純粋持株会社体制を解消して再び株式会社幸楽苑へ商号変更[23]。

## 出店地域
2025年現在。地方の表記および都道府県順は、幸楽苑店舗サイトに準拠。
- 東北地方
  - 青森県、岩手県、宮城県、秋田県、山形県、福島県
- 関東地方
  - 茨城県、栃木県、群馬県、埼玉県、千葉県、東京都、神奈川県
- 甲信越・中部
  - 新潟県、山梨県、長野県、静岡県

### 過去
撤退した道県は以下のとおり。それ以外の県には未出店。
- 北海道・東北地方
  - 北海道
- 北陸・東海地方
  - 富山県、石川県、福井県、岐阜県、愛知県、三重県
- 近畿地方
  - 滋賀県、京都府、大阪府、兵庫県、奈良県、和歌山県
- 中国・四国地方
  - 岡山県、広島県、徳島県、香川県、愛媛県

## メニュー

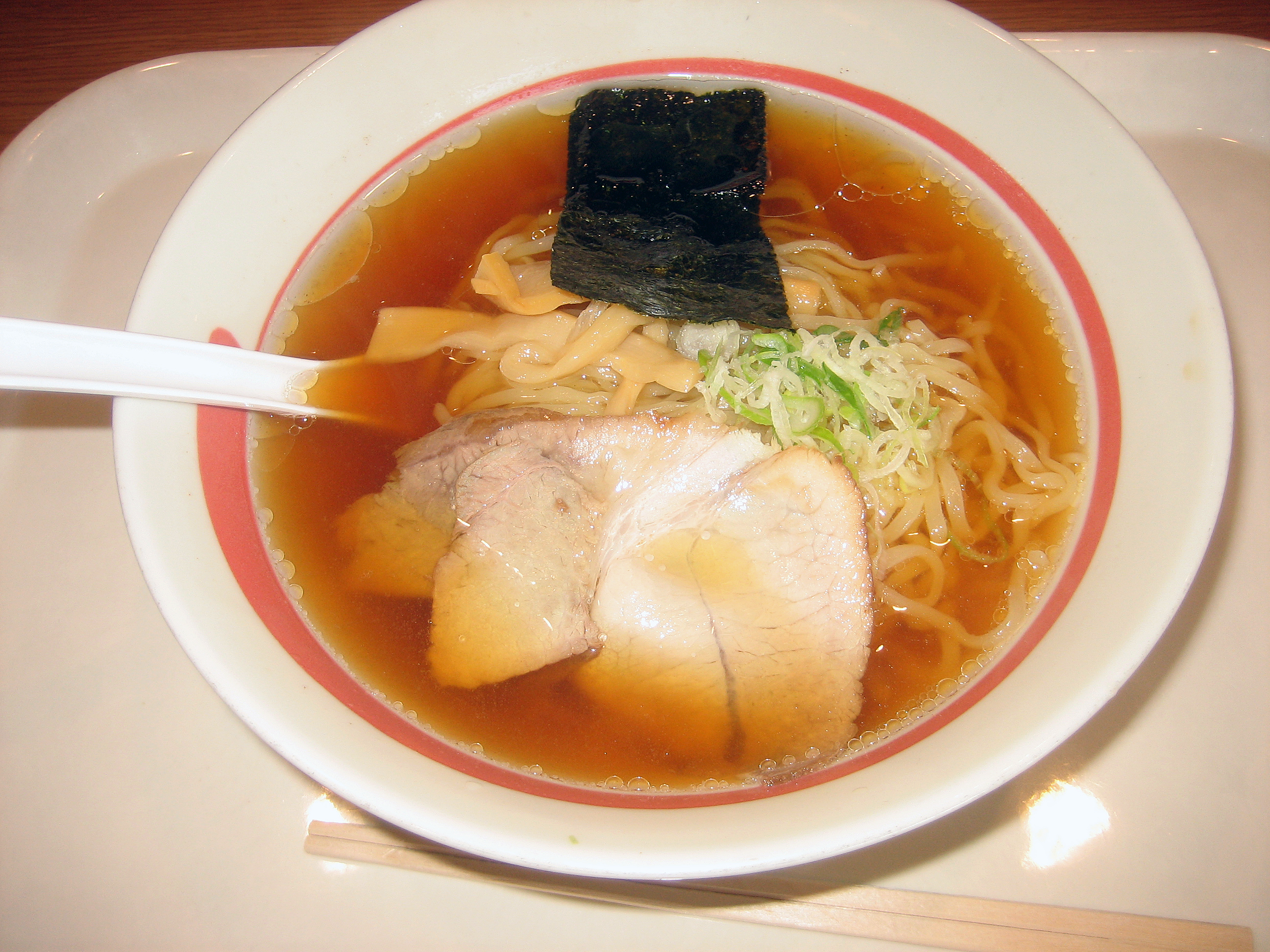
幸楽苑の中華そば

- 季節メニューとして、夏の「冷し中華」や「つけめん」などがある。
- 「半ちゃんラーメン」は「幸楽苑」の登録商標（商標登録第1523776号）である。ただし、その由来は麻雀の半荘（はんちゃん）で[7]、半量のチャーハンに由来するわけではない。また、商標登録の指定商品は「中華そばのめん」、「即席中華そばのめん」とされており、チャーハンとラーメンのセットには商標権は及ばない。
- 最もベーシックなメニューであった「中華そば」の価格を、2006年（平成18年）5月以降に390円（税別）から290円（税別）に値下げした。これはさらなる集客効果を図るとともに、他のサイドメニューを購入しやすくして客単価を引き上げ、利益率を改善させるのが主な目的であった。
- 2015年（平成27年）5月26日に主力メニューであった中華そば（税別290円）を販売終了し、新商品「醤油らーめん司」（税別520円）に切り替え。後に名称を「極上中華そば」に変更[6]した。

## 商品等の企画
- 2006年に中華そばを値下げした際、来客数と売上は伸びたが、原価率の高い中華そばを注文する客が60%になり、顧客単価が下がったことで業績が悪化し、当時の社長は責任を取って退任した[24]。この状況で再就任した次の社長は対応策として、新メニューの追加やセットメニューの割引率を抑制するなどの「メニューの見直し・変更」や、店の薦めるメニューを上に配置して290円の中華そばが目立たないようにする「メニューの“見せ方”の変更」を行なった[25]。その効果が出て、中華そばの注文率は20%台まで下がり客単価の向上を果たしたことで、業績回復に成功した[25]。
- 2009年5月1日、パッケージライセンス契約をハンバーグレストランチェーンの株式会社フライングガーデンと締結。
- 2014年4月、サンヨー食品からカップ麺「サッポロ一番 幸楽苑シリーズ」（極旨醤油らーめん・味噌らーめん・塩らーめん）が期間限定で全国発売された。
- 2014年から毎年8月21日には「福島県民の日」のイベントとして、当日に福島県内の幸楽苑で食事をした人全員にギョーザ無料券の配布を行っている[26]。
- 2018年11月15日から25日までの間、1997年（平成9年）当時の「幸楽苑」「会津っぽ」とは別業態の「㐂伝（きでん）」（「㐂」は「喜」の草書体で、七3つで構成する「森」「轟」と同型の文字）という屋号で、絞り込んだメニューを提供する店舗を出店していたのを記念して「㐂伝（きでん）らーめん」を限定復活させた[27]。

## ラジオ
創業70周年を記念し、2024年5月1日よりラジオ番組『幸楽苑スピリット あなたにこの一杯』を放送開始。
- 放送局 - ラジオ福島
- 放送時間 - 毎週水曜日14：00～14：09（Radio de Show ラジオでしょう内）、毎週日曜日17：15～17：24（再放送）
- 出演者 - 鏡田辰也、秋元一夫（幸楽苑商品企画部長）

## 関連会社企業
- ニイダ麺販株式会社 - 本社：福島県郡山市田村町上行合字北川田40[28]。1988年に幸楽苑の生麺、冷凍生餃子の販売会社として新井田武男が創業。

## 不祥事

### ラーメンへの「指混入」事件
2016年9月10日、静岡県静岡市清水区の「幸楽苑静岡清水インター店」で、店内で飲食中の客が「お子様セット」のラーメンスープに異物混入しているのを発見し、店側に伝えた。2日後の同年9月12日、客が管轄の静岡市保健所に連絡して発覚し、保健所は翌9月13日に店内消毒と従業員の健康状態を確認するよう指導した。
静岡市保健所によれば、異物は人間の親指の一部とみられ、長さ約7mm、幅は約10mmで爪が付いた「立方体」で、指先の指紋が分かるような切れ方をしていた。しかし、幸楽苑ホールディングス（以降「幸楽苑HD」）は、当初「指の一部ではなく爪の混入との報告を受けている」と指の混入を否定し、「爪の一部が混入した」とする報告書を提出したが、保健所から「指ではないのか」と指摘を受け、店舗側が保健所への報告書を書き直していた事実も発覚した。
この事件は「指入りラーメン」と大々的に報道され炎上したが、幸楽苑HDが公式ウェブサイトで謝罪文を発表したのは、事件発生から1か月以上も後の同年10月13日であり、しかもその段階でもまだ「従業員の爪の一部が混入した商品を提供」と記載し、保健所側の説明と異なっていたことから、同社は4日後の10月17日にようやく「人の指が混入した」と訂正した。
同年10月17日、幸楽苑HDが発表した事件の経過は以下のとおり。
1. 9月8日、当該店舗のパート従業員が、ハムスライサーを使ってチャーシューの仕込み作業を行った際、左親指を切断する事故が発生。従業員はすぐに病院で手当を受け、スライス中だった機械の上にあるチャーシューを廃棄[34][37]。
2. チャーシュー仕込み中には担当者はゴム手袋を着用して作業する規定であったが、事故発生当時にゴム手袋の指先部分は切断されずつながったままであったため、スライサー周辺で指の欠損部分は探さなかった[34][37]。
3. さらに、仕込み済みのチャーシューを廃棄せず「仕込み済み食材」として厨房内の所定場所に保管[37]。またチャーシューは社内基準により24時間で廃棄するため、仕込み時間を示すシールを容器に貼付し保管する規定であったが、事故発生による混乱から容器にシールを貼り忘れて冷蔵庫内で保管[34][37]。その結果、切断された指と血液の入ったチャーシューが3日間も使用された[34][36]。
4. その結果、当該チャーシュー保管容器内に混入していた指の欠損部分に気付かず、9月10日に来店した客の商品内に混入し、客から異物混入の指摘を受けた従業員は2日前の事故の指欠損部分と判断し、店舗責任者がただちに仕込み済みチャーシューを廃棄[34][37]。しかし事故発生した9月10日時点で異物混入事案として保健所への報告を怠る[34][37]。
5. 事故から2日後の9月12日、客から保健所へ通報があったことから、保健所から同店へ指導が入り、清掃とアルコール消毒の実施、新機材への入れ替えなどを実施[34][37]。
6. 一連の作業を終えた9月16日、静岡市保健所が開催した異物混入に関する講習会に、同店店長および同店を管轄するエリアマネージャーと幸楽苑HD本部社員が参加、9月19日までに講習内容を店舗従業員に共有し指導するとともに、本社は「異物混入マニュアル」の追加版を作成し全店舗へ配信[34][37]。
7. この事故で親指切断したパート従業員の血液検査を9月20日に実施、感染症の疑いがないことを9月23日に確認[34][37]。

なお同社によれば、事故で親指切断の傷を負ったパート従業員は、同年9月下旬に職場復帰させた。
こうした同社の事故隠蔽と初動の遅れが、消費者の間にさらなる不安と不信感を惹起することとなり、また中高年層には1978年（昭和53年）に発生した、暴力団抗争によるバラバラ殺人で始末に困った手首をラーメン屋台のスープ鍋に入れて煮込んだ「手首ラーメン事件」を想起させ、同社の対応のまずさがブランドイメージを大きく傷つけることとなった。この事件により、2016年度の幸楽苑HDは減収減益となり、同業他社の「日高屋」を展開するハイデイ日高を下回った。その後も2018年3月度には赤字転落するなど、同社の業績にも多大な悪影響を及ぼした。